# Vasile Pușcașu
Vasile Pușcașu (Bârsănești, 2 maggio 1956) è un ex lottatore rumeno, specializzato nella lotta libera.

## Palmarès

### Olimpiadi
- 2 medaglie:
  - 1 oro (Seul 1988 nei 100 kg)
  - 1 bronzo (Los Angeles 1984 nei 100 kg)

### Mondiali
- 3 medaglie:
  - 1 argento (Clermont-Ferrand 1987 nei 100 kg)
  - 2 bronzi (Losanna 1977 nei 100 kg; San Diego 1979 nei 100 kg)

### Europei
- 3 medaglie:
  - 1 argento (Veliko Tarnovo 1987 nei 100 kg)
  - 2 bronzi (Sofia 1978 nei 100 kg; Bucarest 1979 nei 100 kg)